# Leucauge tupaqamaru
Leucauge tupaqamaru este o specie de păianjeni din genul Leucauge, familia Tetragnathidae, descrisă de Archer, 1971.
Este endemică în Peru. Conform Catalogue of Life specia Leucauge tupaqamaru nu are subspecii cunoscute.